# Mimosa leprosa
Mimosa leprosa är en ärtväxtart som först beskrevs av George Bentham, och fick sitt nu gällande namn av James Francis Macbride. Mimosa leprosa ingår i släktet mimosor, och familjen ärtväxter. Inga underarter finns listade i Catalogue of Life.